# Felipe Boso
Felipe Boso (Villarramiel, 1 de junio de 1924 - Meckenheim, Alemania, 3 de febrero de 1983) es el seudónimo utilizado por el poeta español Felipe Segundo Fernández Alonso

## Biografía
Estudió en el Colegio San José de Valladolid, donde su tío, el historiador y sacerdote jesuita Luis Fernández Martín, era profesor y prefecto de estudios. Después del bachillerato estudió Filosofía y Letras en la Universidad de Santiago de Compostela, obteniendo la Licenciatura en 1948. Tras un breve paso por la Facultad de Derecho de Salamanca, en 1950 se trasladó a Madrid para matricularse en la Facultad de Ciencias Geológicas.
En diciembre de 1952 viajó como becario a Alemania, donde continuó con sus estudios en la Universidad de Bonn. A comienzos de 1955 conoció a Antje Reumann, una estudiante de Derecho con la que se casó ese mismo año, fijando su residencia en Alemania.
Inicialmente se ganó la vida dedicándose al periodismo y la traducción, tanto de escritores españoles al alemán como de escritores alemanes al español. En esta etapa de su vida no pudo dedicarse a escribir, actividad que él denominaba la más pertinaz de sus vocaciones, pero conoció a algunos de los padres alemanes de la poesía concreta: Kurt Schwitters, Eugen Gomringer y Paul Celan.
Una vez hubo alcanzado una posición desahogada publicó su primer libro en 1970, sin abandonar por ello su labor de traductor y difusor de la poesía española. Así, en 1978 editó en la revista Akzente un número monográfico sobre la literatura española del momento y en 1981 una antología de la literatura española publicada a partir de 1960, bajo el título Ein Schiff aus Wasser; ambas obras en coautoría con Ricardo Bada.  En 1981 fue nombrado, junto con Bada, Caballero de la Orden de Isabel la Católica.
Sufrió un infarto en 1978 del cual se recuperó, pero el 3 de febrero de 1983 sufrió un segundo infarto a consecuencia del cual falleció, a la edad de 58 años.
En 2009 recibió un homenaje en su pueblo natal, Villarramiel. Al acto asistieron varios miembros de su familia y personas de la fundación Lo Pardal de Agramunt (Lérida), donde existe el único museo de la poesía visual de España. Al final, se le puso su nombre a una de las calles del pueblo, en la que se colocó una placa con un poema suyo: Poema idealista.
En 2014 la editorial española Huerga y Fierro editores reedita 'T de Trama', primer libro que publicó Felipe Boso, con estudio introductorio de José Luis Puerto.

## Obras
- T de trama, Ed. La isla de los ratones Col. Poetas de Hoy nº 58, Santander (Cantabria), 1970.
- La palabra islas, Editorial Garsi, Col. Metaphora, Madrid, 1981.
- Poemas concretos, libro póstumo, Ed. La Fábrica. Arte Contemporáneo, Abarca de Campos (Palencia), 1994.